# NGC 218
NGC 218 (również PGC 2720 lub UGC 480) – galaktyka spiralna (Sbc? pec), znajdująca się w gwiazdozbiorze Andromedy. Odkrył ją Édouard Jean-Marie Stephan 17 października 1876 roku. Galaktyka ta znajduje się w trakcie zderzenia z sąsiednią PGC 2726.
Przez wiele lat za NGC 218 uważano galaktykę PGC 2493, do tej pory tak identyfikuje ją wiele źródeł, np. baza SIMBAD czy SEDS. Taka identyfikacja wynikła z błędu wielkości 4 minut łuku, jaki popełnił Stephan przy obliczaniu pozycji obiektu, a PGC 2493 była galaktyką najbliższą tej błędnej pozycji. Błąd ten odkrył Emmanuel Esmiol, asystent z obserwatorium w Marsylii (w którym wcześniej pracował Stephan), a poprawną pozycję podał w swojej pracy z 1916 roku. Odkrycie Esmiola pozostało jednak niezauważone i nadal stosowano błędną identyfikację.